# Данієль Гоєр-Фернандеш
Данієль Гоєр-Фернандеш (нім. Daniel Heuer Fernandes, нар. 13 листопада 1992, Бохум) — німецький футболіст португальського походження, воротар клубу «Гамбург».

## Клубна кар'єра
Станом на 2016 рік:
| Клуб      | Клуб           | Клуб               | Ліга | Ліга | Кубок | Кубок | Загалом | Загалом |
| Сезон     | Клуб           | Ліга               | Ігри | Голи | Ігри  | Голи  | Ігри    | Голи    |
| Німеччина | Німеччина      | Німеччина          | Ліга | Ліга | Кубок | Кубок | Загалом | Загалом |
| --------- | -------------- | ------------------ | ---- | ---- | ----- | ----- | ------- | ------- |
| 2011–12   | «Бохум II»     | Регіоналліга Захід | 14   | 0    | —     | —     | 14      | 0       |
| 2012–13   | «Бохум II»     | Регіоналліга Захід | 34   | 0    | —     | —     | 34      | 0       |
| 2012–13   | «Бохум»        | Бундесліга 2       | 0    | 0    | 0     | 0     | 0       | 0       |
| 2013–14   | «Оснабрюк»     | Третя ліга         | 34   | 0    | 2     | 0     | 36      | 0       |
| 2014–15   | «Падерборн 07» | Третя ліга         | 26   | 0    | 0     | 0     | 26      | 0       |
| 2013–14   | «Падерборн 07» | Третя ліга         | 34   | 0    | 2     | 0     | 36      | 0       |
| 2013–14   | «Дармштадт 98» | Третя ліга         | 34   | 0    | 2     | 0     | 36      | 0       |
| Загалом   | Німеччина      | Німеччина          | 82   | 0    | 2     | 0     | 84      | 0       |
| Всього    | Всього         | Всього             | 82   | 0    | 2     | 0     | 84      | 0       |

## Виступи за збірну
У 2012 році дебютував в офіційних матчах у складі Португалія U-21, оскільки має двійне громадянство (бо португальського походження). 
У складі збірної був учасником молодіжного Чемпіонату Європи з футболу 2015 року, здобувши там срібні нагороди.